# ويليام سيدني جيلكريست
ويليام سيدني جيلكريست هو طبيب كندي، ولد في 1901، وتوفي في 1970.